# Politics (Stargate SG-1)
Politics (Políticas) es el vigésimo primer  episodio de la primera temporada de la serie de televisión de ciencia ficción Stargate SG-1. Corresponde a la parte 1 de 3 episodios; es seguida por "Within the Serpent's Grasp" y "The Serpent's Lair".

## Trama
El SG-1 esta en enfermería, hablando sobre el viaje de Daniel a la realidad alterna donde los Goa'uld invadían la Tierra. En ese momento, el general Hammond y el ahora teniente coronel Kennedy, llegan y les informan que el senador Kinsey llegara pronto al Complejo del SGC. Él es el jefe del comité de apropiaciones del país, y planea cerrar el programa porque dice que representa "una pérdida colosal de dinero". El general, junto al equipo, se reúnen con el Senador para intentar convencerlo de que es necesario mantener abierta la Puerta a las Estrellas. 
Sin embargo, a pesar de todos los testimonios que les son presentados, el Senador no cede en su postura y pide que el programa sea clausurado inmediatamente. Incluso la mención a último minuto del Dr. Jackson sobre que los Goa'uld estaban a punto de atacar la Tierra no tiene ningún efecto en Kinsey, que insiste que Dios protegerá América y que los Goa'uld no serán ningún problema para las Fuerzas militares de los EE. UU. Al equipo solo le queda contemplar, desde la sala de reuniones, al Stargate, mientras éste espera por ser enterrado

## Artistas invitados
- Ronny Cox como el senador Kinsey.
- Robert Wisden como el teniente coronel Samuels.